# Jan Stene
Jan Stene, född  7 februari 1973, är en svensk gallerist och kurator. 
Stene har studier i bildkonst och etnologi vid Stockholms universitet och Högskolan i Skövde.
Åren 2021-2025 var han chefsintendent på Gävle Konstcentrum.
Från september 2025 är han chef för Ystads konstmuseum. 